# Phalotris labiomaculatus
Phalotris labiomaculatus là một loài rắn trong họ Rắn nước. Loài này được De Lema mô tả khoa học đầu tiên năm 2002.